# Трифон Трифонов (астроном)
 Тази статия е за астронома.  За други хора със същото име вижте Трифон Трифонов.  
Трифон Трифонов (роден на 15 август 1985 г.) е български астроном и астрофизик, експерт в откриването и характеризирането на многопланетни извънслънчеви системи (екзопланети). Той заема изследователски позиции в Института по астрономия „Макс Планк“ (MPIA) в Хайделберг, Германия, и в катедрата по астрономия към Софийския университет "Св. Климент Охридски". Неговите приноси включват ръководство на екип за откриване на екзопланети, разработване на аналитичен софтуер и участие в международни партньорства, насочени към напредък в изучаването на планетите извън Слънчевата система.

## Биография
Трифон Трифонов е роден в Благоевград, България. Завършва Софийския университет „Св. Климент Охридски“, където получава бакалавърска степен по физика през 2008 г. и магистърска степен по астрономия и астрофизика през 2009 г. По-късно се премества в Германия и завършва докторската си степен по астрономия в Университета в Хайделберг през 2014 г. Докторската му дисертация е фокусирана върху динамиката на планетарните системи и високопрецизна спектроскопия за откриване на екзопланети около гигантски звезди и е под научното ръководство на проф. Андреас Куиренбах. 

## Академична и изследователска кариера
След докторските си изследвания, Трифонов започва своята международна изследователска кариера. От 2014 до 2016 г. работи като постдокторант в Департамента по науки за Земята в Университета на Хонконг, разширявайки своя опит в техниките за откриване на екзопланети. През 2016 г. се присъединява към Института по астрономия „Макс Планк“ в Хайделберг, Германия, като постдокторант в отдела по Планети и звездообразуване. В MPIA той работи под ръководството на проф. Томас Хенинг, фокусирайки се върху откриването и характеризацията на екзопланетни системи.
Неговото изследване включва използване на методите на радиалните скорости и транзитна фотометрия за откриване на многопланетни системи, провеждане на числено орбитално моделиране и симулации за N-тела за разбиране на динамиката на планетарните системи. Той е ключов член на консорциума CARMENES, който проучва звезди от спектрален клас M с помощта на спектрометър.
Освен работата си в MPIA, Трифонов има активна роля в българската наука. Той е изследовател в Софийския университет и ръководи проекта EXOplanetary dynamics and stability: Reverse Engineering of STable multiplanetary ARchitecTures (EXO-RESTART), научно начинание, подкрепено от Българския фонд за научни изследвания. Към 2023 г. неговият екип е открил 17 нови екзопланети, използвайки данни от космически и наземни телескопи.

## Основни научни открития
Трифон Трифонов е водеща фигура в няколко важни открития на екзопланети. През 2021 г. той е първи автор на статия в списание „Science“, обявяваща откритието на Gliese 486b, скалиста Свръхземя, на 26 светлинни години от Земята. Тази планета е значима заради потенциала си да задържа атмосфера и нейната пригодност за детайлна атмосферна характеристика, което я прави важна цел за бъдещи изследвания. Трифонов я описва като потенциален „Розетски камък“ в науката за екзопланетите.
През май 2025 г. в престижното списание „Nature“ е публикувана статия с водещ автор д-р Трифонов, в която се обявява откриването на планета с ретроградна орбита около тясна двойна звездна система, на 73 хиляди светлинни години от нас. 
В началото на 2025 г. Трифонов е съоткривател на многопланетна система, известна като TOI-4504, разположена приблизително на 1100 светлинни години разстояние. Тази система включва три нови екзопланети и се счита за много важна за разбирането на еволюцията на многопланетните системи. Д-р Трифонов играе ключова роля и в откриването на две екзопланети, обикалящи звездата TOI-2202.
Научният принос на д-р Трифонов включва множество рецензирани публикации в значими астрофизични списания. Той също така разработва софтуер с отворен код Exo-Striker, който широко се използва в общността за моделиране и симулиране на орбити на екзопланети.

## Обществен принос и комуникация на науката
Д-р Трифонов активно участва в общественото популяризиране и комуникация на науката. Той изнася лекции както за академични, така и за публични аудитории, включително лекция в Софийския университет на тема „Планетни системи: Хаос и ред около звездите“. Често се появява в българските медии, за да обсъжда последните астрономически открития. Особено внимание привлече интервюто му по Българската национална телевизия и Българското национално радио след откриването на Gliese 486b.
Трифон Трифонов е признат за насърчаване на международното научно сътрудничество, организирайки академични събития като конференцията по планетарна динамика в Хайделберг през 2019 г. и менторство на студенти и младши изследователи както в България, така и в Германия.

## Награди и признания
Приносът на Трифонов му носи международно признание. Стипендиант е на националната научна програма „Млади учени и докторанти 2019“. През 2020 г. е отличен с Наградата за млади учени в областта на математиката и природните науки от Гьотингенската академия на науките. 

## Избрани публикации[11][12][13]
- Trifonov, T., et al. (2021). "A nearby transiting rocky exoplanet that is suitable for atmospheric investigation." Science, 371(6533), 1038–1041.
- Trifonov, T., Rybizki, J., & Kürster, M. (2019). "TESS exoplanet candidates validated with HARPS archival data: A massive Neptune around GJ143 and two Neptunes around HD23472." Astronomy & Astrophysics, 622, L7.
- Trifonov, T., et al. (2019). "Two Jovian planets around the giant star HD202696: A growing population of packed massive planetary pairs around massive stars?" Astronomy & Astrophysics, 622, A97.
- Trifonov, T., et al. (2022). "A new third planet and the dynamical architecture of the HD33142 planetary system." Preprint on arXiv.
- Späth, D. M., Reffert, S., Trifonov, T., et al. (2025). "Precise radial velocities of giant stars XVII: Distinguishing planets from intrinsically induced radial velocity signals in evolved stars." Astronomy & Astrophysics.
- Bozhilov, V., Antonova, D., Trifonov, T., et al. (2023). "A 2:1 Mean-Motion Resonance Super-Jovian pair revealed by TESS, FEROS, and HARPS." Preprint on arXiv.
- Kossakowski, D., Kürster, M., Trifonov, T., et al. (2023). "Wolf 1069 b: Earth-mass planet in the habitable zone of a nearby, very low-mass star." Astronomy & Astrophysics, 669, A96.
- Tala Pinto, M., Jordán, A., Trifonov, T., et al. (2025). "Three warm Jupiters orbiting TOI-6628, TOI-3837, and TOI-5027 and one sub-Saturn orbiting TOI-2328." Astronomy & Astrophysics, 694, A268.
- Heidari, N., Hébrard, G., Trifonov, T., et al. (2025). "Characterization of seven transiting systems, including four warm Jupiters from SOPHIE and TESS." Astronomy & Astrophysics, 694, A36.

Трифон Трифонов е водещ изследовател в науката за екзопланетите. Неговата работа свързва национални и международни институции, допринася за откриването на нови светове и подобрява глобалното разбиране за формирането на планетарни системи. Неговите усилия са помогнали да се постави България на картата в областта на науката за екзопланетите и астрономията като цяло.